# Hemiboreal
Hemiboreal significa a medio camino entre las zonas templada y subártica (o boreal). El término se usa sobre todo en el contexto de ecosistemas.

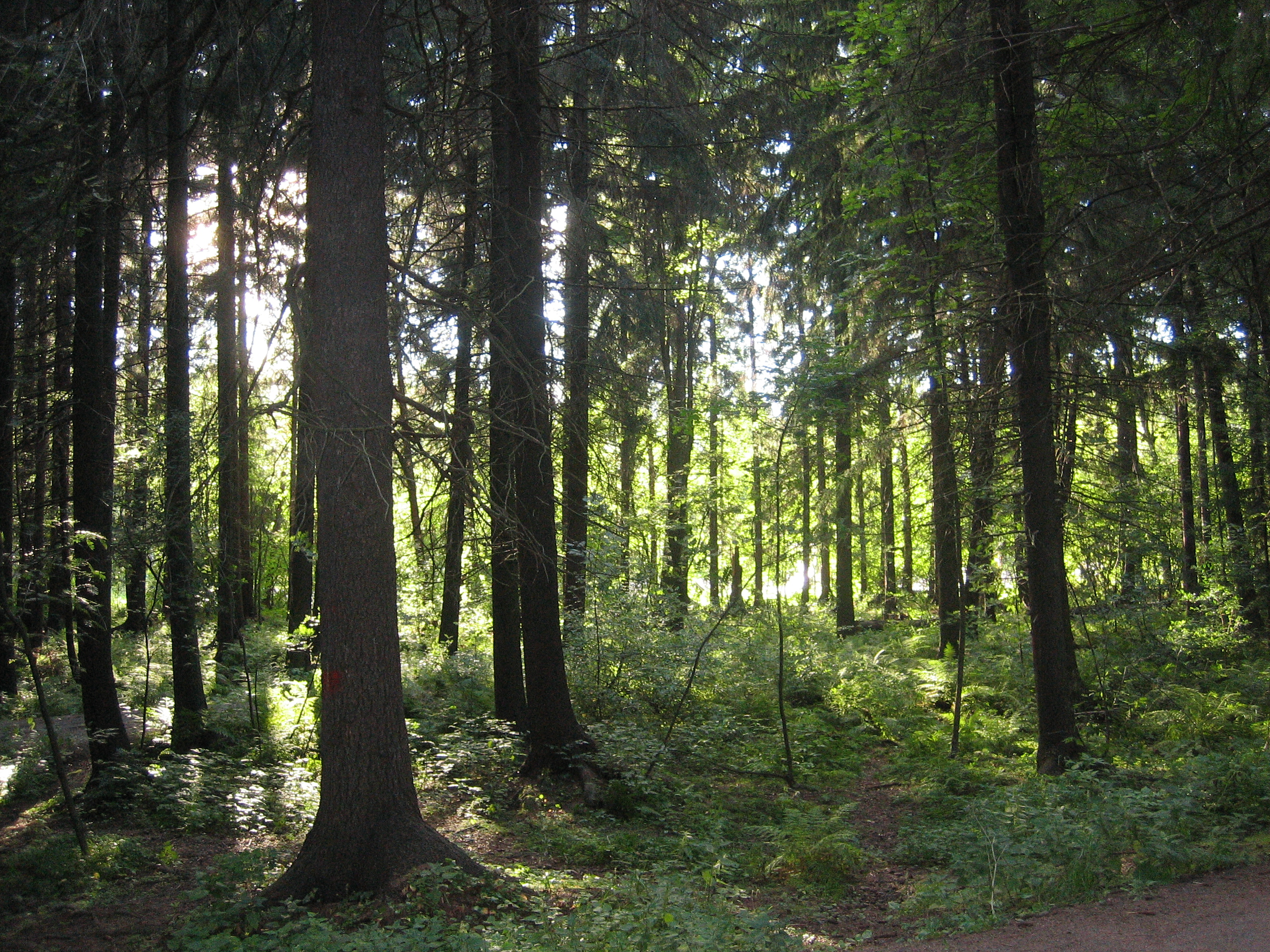
Bosque mixto sarmático en Finlandia

Un bosque hemiboreal tendrá parte de las características del bosque boreal, y también comparte algunos rasgos con los bosques de la zona templada al sur. Las coníferas predominan en la zona hemiboreal, pero se encuentran también un número significativo de especies caducifolias como robles, arces, fresnos, alerces, hayas, avellanos y carpes.
El término también se usa a veces para señalar la forma de clima que es característico de la zona de bosques hemiboreales — específicamente, los climas designados como Dfb, Dwb y Dsb en el esquema de la Clasificación climática de Köppen. En ocasiones, se aplica a todas las zonas que tienen inviernos fríos y veranos largos y templados, pero no cálidos— incluyendo aquellos que son semiáridos y áridos basados en una precipitación anual.
Ejemplos de lugares donde el clima o el ecosistema es clasificado como hemiboreal incluyen gran parte del sur de Canadá (todo el sureste de Canadá excepto partes de Ontario meridional así como el centro de las Praderas canadienses fuera de las praderas), los estados de Maine, Nuevo Hampshire y Vermont, y las partes septentrionales de los estados de Nueva York, Míchigan, Wisconsin y Minnesota, a lo largo de Dakota del Norte oriental, dentro de los Estados Unidos, y en Eurasia, centro de Suecia, áreas de llanura al sur de Noruega al norte de Trondheim, la costa más meridional de Finlandia (área costera entre las ciudades de Helsinki y Turku), toda Estonia, toda Lituania, toda Letonia, toda Bielorrusia y el norte de Ucrania, más una amplia franja de Rusia entre la taiga y la estepa, extendiéndose hacia el este hasta adentrarse en las partes meridionales de Siberia, Manchuria Interior, Gando, zonas montañosas de Corea, Manchuria Exterior (Extremo Oriente ruso), Hokkaido y Sajalín, además del reborde montañoso nororiental del Altiplano Tibetano en Amdo (Qinghai y Sichuan)